# Mirosław Leplawy
Mirosław Tomasz Leplawy (ur. 22 września 1922 w Kostrzynie, zm. 30 maja 2007 w Łodzi) – polski chemik organik, profesor Politechniki Łódzkiej.

## Życiorys
W 1943 roku rozpoczął studia chemiczne w Państwowej Wyższej Szkole Technicznej, utworzonej w czasie okupacji na terenie Politechniki Warszawskiej, a po wojnie kontynuował je na Wydziale Chemicznym Politechniki Łódzkiej. W roku 1949 uzyskał dyplom magistra inżyniera chemii. Od 1948 roku związał się zawodowo z Politechniką Łódzką. W 1957 roku uzyskał stopień naukowy kandydata nauk chemicznych (obecnie stopień doktora). Był uczniem profesora Osmana Achmatowicza, wybitnego wychowawcy licznego grona polskich chemików organików. Jako stypendysta British Council odbył staż (1957–1959) w laboratorium wybitnego organika i chemika peptydowego profesora George'a W. Kennera w University of Liverpool. W 1964 roku został docentem (obecnie dr hab.), a w 1977 roku profesorem.
W latach 1960–1998 był wykładowcą chemii i technologii środków leczniczych na kierowanej przez siebie specjalizacji Technologii Lekkiej Syntezy Organicznej. Jego główną tematyką badawczą była chemia i biologia peptydów; należy do pionierów tej tematyki w Polsce. Jest autorem 110 publikacji, patentów i sprawozdań dla przemysłu farmaceutycznego, w tym cennych wdrożeń. Wypromował 11 doktorów.
Od 1972 roku do chwili przejścia na emeryturę w 1992 kierował Instytutem Chemii Organicznej Politechniki Łódzkiej. W latach 1967–1976 przez cztery kadencje sprawował funkcję prodziekana Wydziału Chemicznego. Był przewodniczącym Rady Instytutu Technologii i Chemii Leków Akademii Medycznej w Łodzi (1988-2002).